# Luruaco
Luruaco es un municipio colombiano, ubicado en el departamento del Atlántico, en la Costa Caribe colombiana reconocido por su gastronomía tradicional, sus cuerpos de agua y su vocación agrícola.

## Historia
Antes de la colonización española, en el lugar ya se encontraba un caserío indígena, dominado por el Cacique Uruaco, que daría origen al nombre. Su fundación se establece el 16 de mayo de 1533.  Es descubierto por los españoles en 1553.
En 1914, la zona fue hecha corregimiento de Sabanalarga. En 1953 se creó el municipio con el nombre de Roberto Urdaneta Arbeláez, en honor al político conservador. Posteriormente, en diciembre de 1954, la Asamblea Departamental le cambia el nombre y lo denomina San José de Luruaco en honor a los antiguos pobladores indígenas de la región.

Es oficialmente elevado a la categoría de municipio por medio de la ordenanza 143 del 23 de diciembre de 1960.

## División político-administrativa
Además de la cabecera municipal, Luruaco tiene bajo su jurisdicción los siguientes centros poblados:
- Arroyo de Piedra: 3.534 habitantes.
- Barrigón.
- La Puntica.
- Los Límites.
- Los Pendales: 1.516 habitantes.
- Palmar de Candelaria: 1.910 habitantes.
- San Juan de Tocagua: 928 habitantes.

- Santa Cruz: 4.479 habitantes.
- Socavón.

## Geografía
En la jurisdicción del municipio se encuentran parte de la laguna de Luruaco y del embalse del Guájaro, la ciénaga de San Juan de Tocagua y muchos arroyos. En esta área abundan los caños y ciénagas. Esta abundancia de fuentes hídricas contribuyen tanto a la ganadería como a la agricultura y dan base a una extendida actividad pesquera.

## Economía
Las actividades principales de la economía municipal son la explotación forestal, la agricultura (caña de azúcar, millo, arroz, yuca) y una ganadería extensiva de vacunos complementada por la pesca, actividad de subsistencia que es desarrollada por algunos de los habitantes.

## Cultura
Luruaco es conocido por su gastronomía tradicional, sus artesanías, la calidad de sus artistas plásticos, sus grupos de danza representativos y sus diferentes agrupaciones musicales. Debe a la arepa de huevo, su producto gastronómico insignia, los títulos de «la cuna de la arepa de huevo» y «la capital mundial de la arepa de huevo», entre otros. 

### Gastronomía tradicional
El municipio es la cuna de la arepa de huevo, una de las insignias culinarias de la Costa Caribe, que se ha extendido hoy a toda Colombia. Anualmente se celebra el Festival de la Arepa de Huevo usualmente a fines del mes de junio, o a principios del mes de julio, durante el puente de San Pedro y San Pablo (cuya fiesta oficial se celebra el 29 de junio). Este festival nació en 1988 con el fin de rendirle homenaje al producto que contribuye al patrimonio cultural del municipio. De igual forma se celebra el Festival del Dulce Tradicional a finales de marzo, evento que reúne la tradición dulcera del municipio.

### Arte
En el municipio destacan colectivos artísticos de danza, música y teatro, de los cuales algunos tienen participación en diferentes eventos culturales como el Festival del Dulce, el carnaval de Luruaco y el Festival de la Arepa de Huevo. También existen movimientos de artistas plásticos que han realizado diferentes murales en la cabecera municipal. Así mismo se encuentran un grupo de artesanas en el casco urbano y en los corregimientos, las cuales realizan creaciones con material recuperado, contribuyendo además a la conservación del medio ambiente.
En 2020, fue entregada por parte de la Gobernación del Atlántico la nueva Casa Cultural de Luruaco, en reemplazo de la antigua Casa de la Cultura ubicada en el barrio Galán, la cual cayó en abandono por parte de las autoridades municipales.

### Turismo
- Ciénaga de Luruaco. Mirador, deportes náuticos.
- Cueva La Mojana. Corregimiento de Arroyo de Piedra.

## Símbolos
La bandera de Luruaco, que data de 2002, consta un recuadro verde exterior y uno azul aguamarina interior, simbolizando las lomas que rodean al municipio y los abundantes cuerpos de agua presentes en el mismo. En el recuadro interior se encuentran además una franja diagonal blanca y un círculo amarillo, el círculo simboliza por un lado el "sol radiante" de la región y por otro lado la ya mencionada arepa de huevo como riqueza gastronómica del municipio.
El escudo, que data también de 2002, ostenta símbolos de la laguna de Luruaco, la arepa de huevo, la trompeta que representa la fuerte vocación musical, la agricultura y la pesca en el municipio. Tanto el escudo como la bandera fueron creados por el maestro Gilberto Rodríguez Ávila, quien es un reconocido pintor.
El himno es autoría de Bernabé Roa Hernández. La letra del coro es la siguiente:

¡Oh! Luruaco, tierra humilde
Linda tierra por ti he de luchar
Es orgullo del Caribe
Un paisaje de belleza sin par.

## Servicios públicos
- Energía Eléctrica: Air-e, del grupo EPM, es la empresa prestadora del servicio de energía eléctrica.
- Gas Natural: Gases del Caribe es la empresa distribuidora y comercializadora de gas natural en el municipio.